# Catherine Trianon
Catherine Trianon, nata Boule (1627 – Vincennes, 6 maggio 1681), è stata una chiromante francese, nota per il suo coinvolgimento nell'affare dei veleni.

## Biografia
Catherine Trianon era una vedova che lavorava come chiromante e occultista a Parigi. Stretta collaboratrice di La Voisin, Trianon gestiva il suo business con La Doddée, di cui era anche amante.
Quando nel 1679 Madame de Montespan commissionò a La Voisin l'omicidio di Luigi XIV, Trianon tentò di dissuaderla e scrisse anche un oroscopo per predire il fallimento dell'impresa. Dopo il primo fallito tentativo di avvelenamento il 5 marzo, La Voisin pianificò un altro incontro con Trianon per il 12 marzo, ma fu arrestata prima. Trianon fu rapidamente implicata nella vicenda e fu arrestata a sua volta. Al momento del suo arresto le autorità trovarono in casa sua uno scheletro umano e venticinque volumi di occultismo.
Dopo il rogo di La Voisin, nell'agosto 1680 Marguerite Monvoisin confessò tutto il piano alle autorità, confermando quindi il coinvolgimento della Trianon nella congiura. Dopo le confessioni di Francoise Filastre il 1º ottobre ed Etienne Guibourg il 10 ottobre, anche La Trianon finì per confessare. Si suicidò nel maggio dell'anno successivo al Castello di Vincennes per evitare la condanna e il supplizio sul rogo.